# 肌肽
肌肽，學名β-丙氨酰-L-組氨酸（β-alanyl-L-histidine），是一種由β-丙氨酸和L-組氨酸兩種氨基酸組成的二肽。肌肉和腦部的組織含有很高濃度的肌肽。

## 功效與臨床研究
肌肽是一種跟肉鹼一起由俄國化學家古列维奇發現。在英國、韓國、俄國及其他國家均有研究表明：肌肽具有很強的抗氧化能力，對人體有益。肌肽已被證實可清除在氧化應激過程中使細胞膜的脂肪酸過度氧化而形成的活性氧自由基（ROS）以及α-β不飽和醛。
許多研究已經發現N-乙醯肌肽在預防與治療白內障上有良好的效果,其中之一的研究顯示，肌肽可以改善因曝露在胍下導致大鼠水晶體混濁而產生的白內障，
雖然這些說法支持肌肽能治療白內障以及其他假設性對眼睛的種種好處，但截至目前為止，還沒有得到主流醫學界的充分支持，例如英國皇家眼科曾經宣稱,肌肽在局部治療白內障上，既不安全也不具療效的建議。 
在一項2002年的研究報告中指出,肌肽可以改善自閉症兒童與社會的關係和增加自閉症兒童所使用的辭彙量，但是研究中所宣稱的改善情形，亦可能是來自於成熟、安慰劑作用或其它沒有被寫在這份研究報告裡的因素。
在動物實驗中，補充肌肽可以增加皮質固醇的含量，這也許可以解釋有時在使用高劑量肌肽所產生的過動症狀，可是上述研究是將肌肽注射於小雞的腦室中，且皮質固醇含量上升的現象尚未再人體實驗中出現。 在動物實驗裡，肌肽已經被發現可以延緩癌細胞的生長、 防範酒精引起的氧化壓力與乙醇導致的慢性肝臟傷害，在老鼠實驗中肌肽的神經保護機制可以防止永久性腦部缺血 。
肌肽可以增強人類的纖維母細胞的海佛烈克極限，以及出現端粒縮短的速率，端粒的維持可能會利於某些潛在癌症的生長，所以肌肽也被視為是個保護劑。
一般認為典型的素食者缺乏攝取肌肽，但會不會因為這樣而造成不良的影響，仍是未知的。

## 肌肽的生理作用
研究表明，肌肽可能對人體的多個系統產生積極影響：
1.	神經系統保護： 肌肽可能具有神經保護作用，有助於預防神經退行性疾病。一項研究發現，肌肽可以減少β-澱粉樣蛋白對神經細胞的毒性，這種蛋白與阿茨海默症有關。
2.	運動表現： 在運動表現方面，肌肽補充可能有助於提高高強度運動的表現。一項元分析顯示，肌肽補充可以顯著改善運動表現，特別是在持續1-4分鐘的高強度運動中。
3.	抗氧化作用： 肌肽具有抗氧化特性，可能有助於減少氧化應激對細胞的損害。研究發現，肌肽可以清除自由基，保護細胞免受氧化損傷。
4.	肌肉功能： 肌肽在肌肉中的高濃度可能與其生理功能有關。研究表明，肌肽可能有助於調節肌肉內的pH值，改善肌肉收縮功能，並可能減少運動引起的疲勞。
5.  記憶保存:  肌肽可能改善情景記憶和腦部血流。研究表明，攝入肌肽及其衍生物能提高記憶功能和增加與記憶功能相關的腦部血流。
6.  神經元激活: 據報導，肌肽可穿透血腦屏障並激活腦內的神經膠質細胞，使其分泌神經營養因子，包括BDNF和NGF。這些由神經膠質細胞產生的神經營養因子可激活神經元細胞。
7. 耐力: 肌肽在遷徙鳥類和魚類中含量豐富。研究報告顯示，肌肉中肌肽含量高的人在抗阻運動後感到疲勞較少。
8.  抗糖基化特性: 肌肽被報導具有抗糖基化效果。由於糖基化和氧化是促進衰老的因素之一，因此肌肽通過其抗氧化和抗糖基化效果，有望具有抗衰老作用。

## 食物來源
研究表明，人體內的肌肽含量會隨著年齡的增長而逐漸減少。為了維持體內肌肽水平，可以通過攝入富含肌肽的食物或使用含肌肽的保健食品來實現。
以下是一些已知含有較高濃度肌肽的食物來源：
肉類：牛肉、豬肉和雞肉是肌肽的主要來源。
魚類：含有一定量的肌肽。
營養補充品：如雞精，含有一定量的肌肽。一項研究分析了雞精的成分，發現其中確實含有肌肽(carnosine)。
需要注意的是，不同食物中肌肽的含量可能因製作方法和品牌而異。此外，食物中的肌肽對健康的影響可能不僅限於肌肽本身，還可能與其他營養成分有關。因此，在選擇肌肽來源時，應當綜合考慮食物的整體營養價值和潛在效果。更多關於肌肽對人體影響的研究仍在進行中。